# Heterogeomys lanius
Heterogeomys lanius is een zoogdier uit de familie van de goffers (Geomyidae). De wetenschappelijke naam van de soort werd voor het eerst geldig gepubliceerd door Elliot in 1905.

## Voorkomen
De soort komt voor in Mexico.